# البورگو/بورخلو

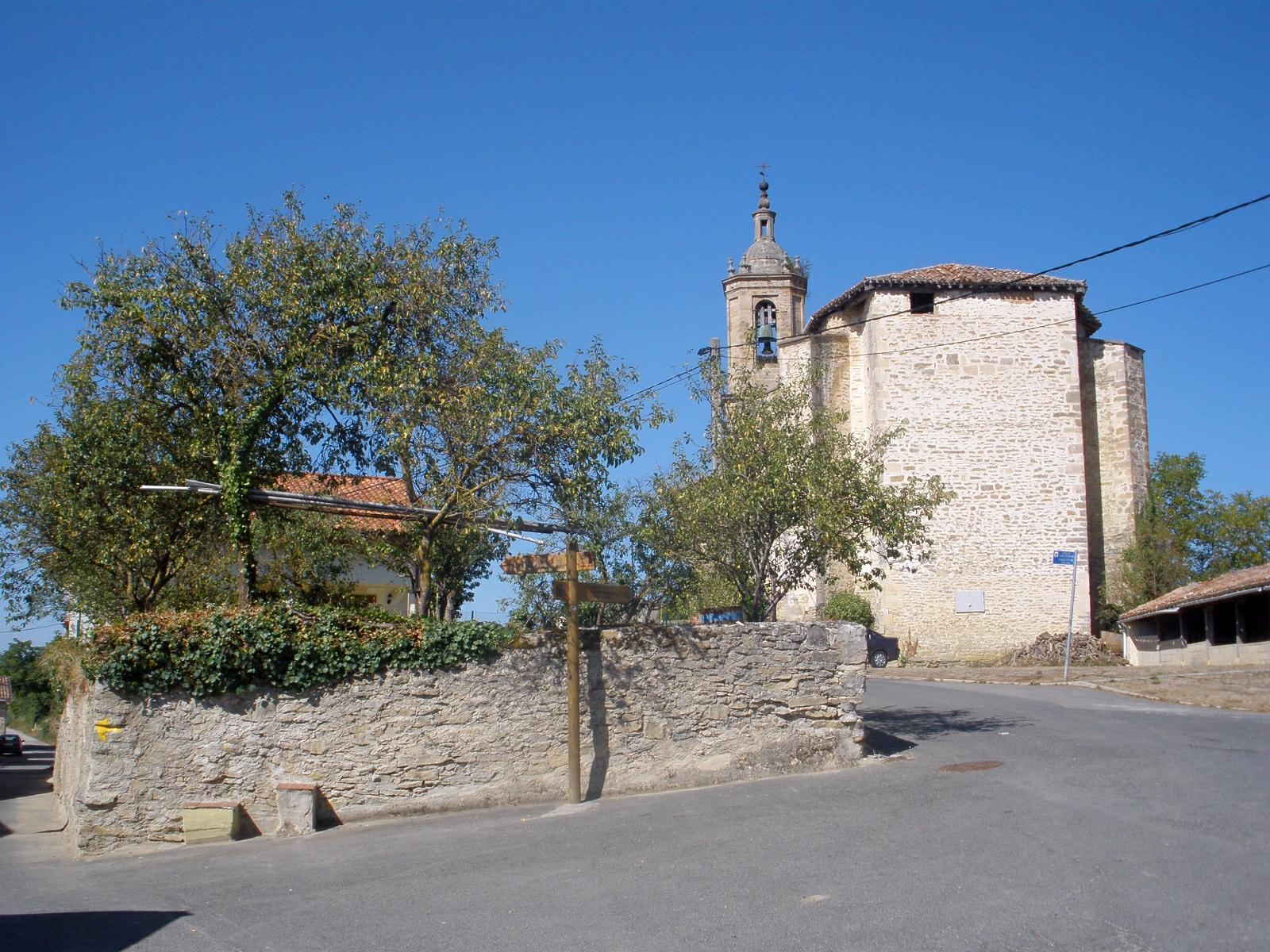
نمایی از کلیسای دهستان البورگو/بورخلو در استان آلابا - ۲۰۰۹

البورگو/بورخلو دهستانی در استان آلابای اسپانیا است.
در این دهستان ۴۸۰ نفر زندگی می‌کنند. مساحت این دهستان ۳۲٫۳۹ کیلومتر مربع است.

## مراجع
- نام، جمعیت و مساحت از درگاه ملی آمار (اسپانیا) گرفته شده‌است.